# Asura bella
Asura bella là một loài bướm đêm thuộc phân họ Arctiinae, họ Erebidae.